# 朗希爾鎮區 (新澤西州)
朗希爾鎮區（英語：Long Hill Township）是位於美國新澤西州摩里斯縣的一個鎮區。

## 地方資料
朗希爾鎮區的面積為31.22平方千米，當中陸地面積為30.55平方千米，而水域面積為0.67平方千米。根據2020年美國人口普查的數據，當地共有人口8629人，而人口密度為每平方千米276.39人。